# Digitaria flaccida
Digitaria flaccida är en gräsart som beskrevs av Otto Stapf. Digitaria flaccida ingår i släktet fingerhirser, och familjen gräs. Inga underarter finns listade i Catalogue of Life.